# Pomnik Albrechta Dürera w Norymberdze
Pomnik Albrechta Dürera (z niem: Albrecht-Dürer-Denkmal) – postawiony z okazji 300-lecia śmierci Alrechta Dürera. Był to pierwszy pomnik w Niemczech upamiętniający tego artystę.

## Źródła
- nuernberginfos.de